# Calcio ai Giochi della XXXII Olimpiade - Torneo maschile
Il torneo maschile di calcio della XXXII Olimpiade si è svolto dal 22 luglio al 7 agosto 2021 ed è stato ospitato da sette diversi stadi. Il torneo si sarebbe dovuto disputare tra il 23 luglio e l'8 agosto 2020, ma, così come tutte le competizioni dei Giochi della XXXII Olimpiade, è stato posticipato di un anno a causa della pandemia di COVID-19.

## Formula
Le sedici squadre partecipanti sono state divise in quattro gironi all'italiana da quattro squadre, con ciascuna squadra che affronta tutte le altre una volta sola. Le prime due classificate accedono ai quarti di finale.

## Squadre partecipanti
| Torneo di qualificazione                        | Date                                 | Luogo             | Posti | Qualificate    |
| ----------------------------------------------- | ------------------------------------ | ----------------- | ----- | -------------- |
| Paese ospitante                                 | 7 settembre 2013                     | -                 | 1     | Giappone       |
| Campionato sudamericano di calcio Under-20 2020 | 18 gennaio – 9 febbraio 2020         | Colombia          | 2     | Argentina      |
| Campionato sudamericano di calcio Under-20 2020 | 18 gennaio – 9 febbraio 2020         | Colombia          | 2     | Brasile        |
| Campionato europeo di calcio Under-21 2019      | 17 – 30 giugno 2019                  | Italia San Marino | 4     | Francia        |
| Campionato europeo di calcio Under-21 2019      | 17 – 30 giugno 2019                  | Italia San Marino | 4     | Germania       |
| Campionato europeo di calcio Under-21 2019      | 17 – 30 giugno 2019                  | Italia San Marino | 4     | Romania        |
| Campionato europeo di calcio Under-21 2019      | 17 – 30 giugno 2019                  | Italia San Marino | 4     | Spagna         |
| Calcio ai Giochi del Pacifico 2019              | 21 settembre – 5 ottobre luglio 2019 | Figi              | 1     | Nuova Zelanda  |
| Torneo preolimpico CONCACAF 2020                | 18 – 30 marzo 2021                   | Messico           | 2     | Honduras       |
| Torneo preolimpico CONCACAF 2020                | 18 – 30 marzo 2021                   | Messico           | 2     | Messico        |
| Coppa d'Africa Under-23 2019                    | 8 – 22 novembre 2019                 | Egitto            | 3     | Egitto         |
| Coppa d'Africa Under-23 2019                    | 8 – 22 novembre 2019                 | Egitto            | 3     | Costa d'Avorio |
| Coppa d'Africa Under-23 2019                    | 8 – 22 novembre 2019                 | Egitto            | 3     | Sudafrica      |
| Coppa d'Asia AFC Under-23 2020                  | 8 – 26 gennaio 2020                  | Thailandia        | 3     | Australia      |
| Coppa d'Asia AFC Under-23 2020                  | 8 – 26 gennaio 2020                  | Thailandia        | 3     | Arabia Saudita |
| Coppa d'Asia AFC Under-23 2020                  | 8 – 26 gennaio 2020                  | Thailandia        | 3     | Corea del Sud  |
| Totale                                          |                                      |                   | 16    |                |

## Convocazioni
Il torneo maschile di calcio è riservato a nazionali Under-24 (il limite di età è stato innalzato di un anno per consentire la partecipazione agli stessi calciatori che sarebbero stati eleggibili se si fosse giocato regolarmente nel 2020), più precisamente ai nati dal 1º gennaio 1997 in poi. I calciatori, inoltre, non devono aver preso parte a precedenti edizioni del torneo olimpico di calcio. La rosa di ciascuna squadra deve essere composta da 18 componenti, dei quali almeno due devono avere il ruolo di portiere. Ciascuna squadra può avere un massimo di quattro calciatori come riserva, nel caso di sostituzione per infortunio o causa di forza maggiore. All'interno dei 22 calciatori complessivi della rosa è consentito inserire un massimo di tre elementi "fuori quota", ossia che non rispettano il limite di età e/o il requisito di non aver partecipato alle precedenti edizioni.

## Sorteggio dei gironi
Il sorteggio per la composizione dei gironi si è tenuto il 21 aprile 2021 a Zurigo, in Svizzera, presso la sede della FIFA. Le sedici squadre sono state suddivise in quattro urne secondo la classifica mondiale della FIFA aggiornata al 16 aprile 2021, la nazionale giapponese è stata inserita nella prima fascia e nello stesso girone non può essere presente più di una squadra per ciascuna confederazione.
| Fascia 1                                 | Fascia 2                         | Fascia 3                                      | Fascia 4                                 |
| ---------------------------------------- | -------------------------------- | --------------------------------------------- | ---------------------------------------- |
| Giappone Brasile Argentina Corea del Sud | Messico Germania Honduras Spagna | Egitto Nuova Zelanda Costa d'Avorio Sudafrica | Australia Arabia Saudita Francia Romania |

## Fase a gironi
Le sedici nazionali partecipanti sono state suddivise in quattro gironi da quattro squadre ciascuno, indicati come gironi A, B, C e D per evitare confusione coi gironi del torneo femminile, indicati come gironi dalla E alla F.
Si qualificano alla fase ad eliminazione diretta le prime due classificate di ciascun girone.
In caso di parità di punti tra due o più squadre di uno stesso girone, le posizioni in classifica verranno determinate prendendo in considerazione, nell'ordine, i seguenti criteri:
1. migliore differenza reti;
2. maggiore numero di reti segnate;
3. maggiore numero di punti negli scontri diretti tra le squadre interessate;
4. migliore differenza reti negli scontri diretti tra le squadre interessate;
5. maggiore numero di reti segnate negli scontri diretti tra le squadre interessate;
6. classifica del fair play:
  1. cartellino giallo: -1 punto,
  2. cartellino rosso da doppia ammonizione: -3 punti,
  3. cartellino rosso diretto: -4 punti,
  4. cartellino giallo e cartellino rosso diretto: -5 punti,
7. sorteggio.

### Girone A

#### Classifica
| Pos. | Squadra   | Pt | G | V | N | P | GF | GS | DR |
| ---- | --------- | -- | - | - | - | - | -- | -- | -- |
| 1.   | Giappone  | 9  | 3 | 3 | 0 | 0 | 7  | 1  | +6 |
| 2.   | Messico   | 6  | 3 | 2 | 0 | 1 | 8  | 3  | +5 |
| 3.   | Francia   | 3  | 3 | 1 | 0 | 2 | 5  | 11 | -6 |
| 4.   | Sudafrica | 0  | 3 | 0 | 0 | 3 | 3  | 8  | -5 |

#### Risultati
| Arbitro: | Chris Beath |

|                                               |           |                   |
| Vega 47’ Córdova 55’ Antuna 80’ Aguirre 90+1’ | Marcatori | 69’ (rig.) Gignac |

| Arbitro: | Jesus Valenzuela |

|          |           |  |
| Kubo 71’ | Marcatori |  |

| Arbitro: | Kevin Ortega |

|                                            |           |                                      |
| Gignac 57’, 78’, 86’ (rig.) Savanier 90+2’ | Marcatori | 53’ Kodisang 72’ Makgopa 81’ Mokoena |

| Arbitro: | Artur Dias |

|                         |           |              |
| Kubo 6’ Dōan 11’ (rig.) | Marcatori | 85’ Alvarado |

| Arbitro: | Iván Barton |

|  |           |                                            |
|  | Marcatori | 27’ Kubo 34’ Sakai 70’ Miyoshi 90+1’ Maeda |

| Arbitro: | Matthew Conger |

|  |           |                              |
|  | Marcatori | 18’ Vega 45’ Romo 60’ Martín |

### Girone B

#### Classifica
| Pos. | Squadra       | Pt | G | V | N | P | GF | GS | DR |
| ---- | ------------- | -- | - | - | - | - | -- | -- | -- |
| 1.   | Corea del Sud | 6  | 3 | 2 | 0 | 1 | 10 | 1  | +9 |
| 2.   | Nuova Zelanda | 4  | 3 | 1 | 1 | 1 | 3  | 3  | 0  |
| 3.   | Romania       | 4  | 3 | 1 | 1 | 1 | 1  | 4  | -3 |
| 4.   | Honduras      | 3  | 3 | 1 | 0 | 2 | 3  | 9  | -6 |

#### Risultati
| Arbitro: | Victor Gomes |

|          |           |  |
| Wood 76’ | Marcatori |  |

| Arbitro: | Leodan Gonzalez |

|  |           |                    |
|  | Marcatori | 45+1’ (aut.) Oliva |

| Arbitro: | Orel Grinfeld |

|                     |           |                                   |
| Cacace 10’ Wood 49’ | Marcatori | 45+1’ Palma 78’ Obregón 87’ Rivas |

| Arbitro: | Jesus Valenzuela |

|  |           |                                                |
|  | Marcatori | 27’ (aut.) Marin 59’ Um 84’ (rig.), 90’ K. Lee |

| Sapporo 28 luglio 2021, ore 17:30 UTC+9 partita 19 | Romania            | 0 – 0 referto | Nuova Zelanda | Sapporo Dome\| Arbitro: \| Kevin Paolo Ortega \| |
| Arbitro:                                           | Kevin Paolo Ortega |               |               |                                                  |

| Arbitro: | Georgi Kabakov |

|                                                                  |           |  |
| Ui-jo 12’ (rig.) 45+5’ 52’ (rig.) Won 19’ (rig.) Kim 64’ Lee 82’ | Marcatori |  |

### Girone C

#### Classifica
| Pos. | Squadra   | Pt | G | V | N | P | GF | GS | DR |
| ---- | --------- | -- | - | - | - | - | -- | -- | -- |
| 1.   | Spagna    | 5  | 3 | 1 | 2 | 0 | 2  | 1  | +1 |
| 2.   | Egitto    | 4  | 3 | 1 | 1 | 1 | 2  | 1  | +1 |
| 3.   | Argentina | 4  | 3 | 1 | 1 | 1 | 2  | 3  | -1 |
| 4.   | Australia | 3  | 3 | 1 | 0 | 2 | 2  | 3  | -1 |

#### Risultati
| Sapporo 22 luglio 2021, ore 16:30 UTC+9 partita 5 | Egitto          | 0 – 0 referto | Spagna | Sapporo Dome\| Arbitro: \| Adham Makhadmeh \| |
| Arbitro:                                          | Adham Makhadmeh |               |        |                                               |

| Arbitro: | Srđan Jovanović |

|  |           |                     |
|  | Marcatori | 14’ Wales 80’ Tilio |

| Arbitro: | Georgi Kabakov |

|  |           |            |
|  | Marcatori | 52’ Medina |

| Arbitro: | Bamlak Tessema Weyesa |

|  |           |               |
|  | Marcatori | 81’ Oyarzabal |

| Arbitro: | Artur Dias |

|  |           |                     |
|  | Marcatori | 44’ Rayan 85’ Hamdy |

| Arbitro: | Ismail Elfath |

|            |           |              |
| Merino 44’ | Marcatori | 87’ Belmonte |

### Girone D

#### Classifica
| Pos. | Squadra        | Pt | G | V | N | P | GF | GS | DR |
| ---- | -------------- | -- | - | - | - | - | -- | -- | -- |
| 1.   | Brasile        | 7  | 3 | 2 | 1 | 0 | 7  | 3  | +4 |
| 2.   | Costa d'Avorio | 5  | 3 | 1 | 2 | 0 | 3  | 2  | +1 |
| 3.   | Germania       | 4  | 3 | 1 | 1 | 1 | 6  | 7  | -1 |
| 4.   | Arabia Saudita | 0  | 3 | 0 | 0 | 3 | 4  | 8  | -4 |

#### Risultati
| Arbitro: | Matthew Conger |

|                               |           |                |
| Al-Amri 39’ (aut.) Kessié 66’ | Marcatori | 44’ Al-Dossari |

| Arbitro: | Iván Barton |

|                                         |           |                    |
| Richarlison 7’, 22’, 30’ Paulinho 90+5’ | Marcatori | 57’ Amiri 84’ Ache |

| Yokohama 25 luglio 2021, ore 17:30 UTC+9 partita 15 | Brasile       | 0 – 0 referto | Costa d'Avorio | Stadio internazionale di Yokohama\| Arbitro: \| Ismail Elfath \| |
| Arbitro:                                            | Ismail Elfath |               |                |                                                                  |

| Arbitro: | Victor Gomes |

|                 |           |                                 |
| Alnaji 30’, 50’ | Marcatori | 11’ Amiri 43’ Ache 75’ Uduokhai |

| Arbitro: | Bamlak Tessema Weyesa |

|             |           |                                  |
| Al-Amri 27’ | Marcatori | 14’ Cunha 76’, 90+3’ Richarlison |

| Arbitro: | Leodan Gonzalez |

|           |           |                     |
| Löwen 73’ | Marcatori | 67’ (aut.) Henrichs |

## Fase ad eliminazione diretta

### Tabellone
|  | Quarti di finale     | Quarti di finale   |                     |          | Semifinali                | Semifinali                |  |  | Finale             | Finale |
|  |                      |                    |                     |          |                           |                           |  |  |                    |        |
|  | Kashima - 31 luglio  |                    |                     |          |                           |                           |  |  |                    |        |
|  |                      |                    |                     |          |                           |                           |  |  |                    |        |
|  | 1A. Giappone (dtr)   | 0 (4)              |                     |          |                           |                           |  |  |                    |        |
|  | 1A. Giappone (dtr)   | 0 (4)              | Saitama - 3 agosto  |          |                           |                           |  |  |                    |        |
|  | 2B. Nuova Zelanda    | 0 (2)              |                     |          |                           |                           |  |  |                    |        |
|  | 2B. Nuova Zelanda    | 0 (2)              | Giappone            | 0        |                           |                           |  |  |                    |        |
|  | Rifu - 31 luglio     |                    | Giappone            | 0        |                           |                           |  |  |                    |        |
|  |                      | Spagna             | 1                   |          |                           |                           |  |  |                    |        |
|  | 1C. Spagna (dts)     | Spagna             | 1                   | 5        |                           |                           |  |  |                    |        |
|  | 1C. Spagna (dts)     |                    | Yokohama - 7 agosto | 5        |                           |                           |  |  |                    |        |
|  | 2D. Costa d'Avorio   | 2                  |                     |          |                           |                           |  |  |                    |        |
|  | 2D. Costa d'Avorio   | 2                  | Spagna              | 1        |                           |                           |  |  |                    |        |
|  | Kashima - 31 luglio  |                    | Spagna              | 1        |                           |                           |  |  |                    |        |
|  |                      | Brasile (dts)      | 2                   |          |                           |                           |  |  |                    |        |
|  | 1B. Corea del Sud    | Brasile (dts)      | 2                   | 3        |                           |                           |  |  |                    |        |
|  | 1B. Corea del Sud    | Kashima - 3 agosto |                     | 3        |                           |                           |  |  |                    |        |
|  | 2A. Messico          | 6                  |                     |          |                           |                           |  |  |                    |        |
|  | 2A. Messico          | 6                  | Messico             | 0 (1)    | Finale per il terzo posto | Finale per il terzo posto |  |  |                    |        |
|  | Yokohama - 31 luglio |                    | Messico             | 0 (1)    | Finale per il terzo posto | Finale per il terzo posto |  |  |                    |        |
|  |                      | Brasile (dtr)      | 0 (4)               |          |                           |                           |  |  |                    |        |
|  | 1D. Brasile          | Brasile (dtr)      | 0 (4)               | 1        | Messico                   | 3                         |  |  |                    |        |
|  | 1D. Brasile          |                    |                     | 1        | Messico                   | 3                         |  |  |                    |        |
|  | 2C. Egitto           | 0                  |                     | Giappone | 1                         |                           |  |  |                    |        |
|  | 2C. Egitto           | 0                  |                     |          | 1                         |                           |  |  |                    |        |
|  |                      |                    |                     |          |                           |                           |  |  | Saitama - 6 agosto |        |
|  |                      |                    |                     |          |                           |                           |  |  |                    |        |

### Quarti di finale
| Arbitro: | Jesús Valenzuela |

|                                                            |           |                         |
| Olmo 30’ Rafa Mir 90+3’, 117’, 120+1’ Oyarzabal 98’ (rig.) | Marcatori | 10’ Bailly 90+1’ Gradel |

| Arbitro: | Ismail Elfath |

|                               |                      |                            |
| Ueda Itakura Nakayama Yoshida | Tiri di rigore 4 – 2 | Wood Cacace Lewis McCowatt |

| Arbitro: | Chris Beath |

|           |           |  |
| Cunha 37’ | Marcatori |  |

| Arbitro: | Orel Grinfeld |

|                          |           |                                                              |
| Lee 20’, 51’ Ui-jo 90+6’ | Marcatori | 12’, 54’ Martín 29’ Romo 39’ (rig.), 63’ Córdova 84’ Aguirre |

### Semifinali
| Arbitro: | Georgi Kabakov |

|                           |                      |                                         |
| Aguirre Vásquez Rodriguez | Tiri di rigore 1 – 4 | Dani Alves Martinelli Guimarães Reinier |

| Arbitro: | Kevin Ortega |

|  |           |              |
|  | Marcatori | 115’ Asensio |

### Finale 3º posto
| Arbitro: | Bamlak Tessema Weyesa |

|                                         |           |            |
| Cordova 13’ (rig.) Vásquez 22’ Vega 58’ | Marcatori | 78’ Mitoma |

### Finale
| Arbitro: | Chris Beath |

|                         |           |               |
| Cunha 45+2’ Malcom 108’ | Marcatori | 61’ Oyarzabal |

## Classifica finale
| Pos | Squadre        |
| --- | -------------- |
|     | Brasile        |
|     | Spagna         |
|     | Messico        |
| 4   | Giappone       |
| 5   | Corea del Sud  |
| 6   | Nuova Zelanda  |
| 7   | Costa d'Avorio |
| 8   | Egitto         |
| 9   | Germania       |
| 10  | Argentina      |
| 11  | Romania        |
| 12  | Australia      |
| 13  | Francia        |
| 14  | Honduras       |
| 15  | Arabia Saudita |
| 16  | Sudafrica      |

## Statistiche

### Classifica marcatori
Aggiornata all'8 agosto 2021
5 reti
- Richarlison

4 reti
- André-Pierre Gignac (2 rig.)

- Hwang Ui-jo (2 rig.)

- Francisco Sebastián Córdova (2 rig.)

3 reti
- Matheus Cunha
- Lee Kang-in (1 rig.)
- Takefusa Kubo

- Alexis Vega
- Henry Martín
- Rafa Mir

- Mikel Oyarzabal (1 rig.)

2 reti
- Sami Alnaji
- Lee Dong-gyeong
- Ragnar Ache

- Nadiem Amiri
- Eduardo Aguirre
- Luis Romo

- Chris Wood

1 rete
- Abdulelah Al-Amri
- Salem Al-Dossari
- Tomás Belmonte
- Facundo Medina
- Marco Tilio
- Lachlan Wales
- Malcom
- Paulinho
- Won Du-jae (1 rig.)
- Kim Jin-ya
- Um Won-sang
- Eric Bailly
- Max Gradel

- Franck Kessié
- Ahmed Yasser Rayan
- Amar Hamdy
- Téji Savanier
- Eduard Löwen
- Ohis Felix Uduokhai
- Ritsu Dōan (1 rig.)
- Daizen Maeda
- Kaoru Mitoma
- Kōji Miyoshi
- Hiroki Sakai
- Luis Palma

- Juan Obregón
- Rigoberto Rivas
- Roberto Alvarado
- Uriel Antuna
- Johan Vásquez
- Liberato Cacace
- Marco Asensio
- Mikel Merino
- Dani Olmo
- Kobamelo Kodisang
- Evidence Makgopa
- Teboho Mokoena

Autoreti
- Abdulelah Al-Amri (1, pro  Costa d'Avorio)
- Benjamin Henrichs (1, pro  Costa d'Avorio)

- Elvin Oliva (1, pro  Romania)

- Marius Marin (1, pro  Corea del Sud